# Victoria Oldenburg
Victoria Oldenburg (offiziell: Spiel- und Sportclub Victoria Oldenburg e.V.) war ein Sportverein aus dem Oldenburger Stadtteil Osternburg. Die erste Fußballmannschaft spielte ein Jahr in der seinerzeit erstklassigen Gauliga Weser-Ems und 14 Jahre in der höchsten Amateurliga Niedersachsens.

## Geschichte
Der Verein wurde am 4. Juni 1911 gegründet und wurde für die Saison 1943/44 in die Gauliga Weser/Ems aufgenommen. In der Staffel Oldenburg-Friesland war die Mannschaft jedoch überfordert und wurde Letzter. Nach dem Zweiten Weltkrieg fusionierte die Victoria am 9. November 1947 mit der von einer Gruppe Unternehmern im September 1947 gegründeten Interessengemeinschaft Kickers Oldenburg zum SuS Kickers-Victoria Oldenburg. Zwei Jahre nach der Gründung gelang nach einem 4:1-Entscheidungsspielsieg gegen den TuS Aurich der Aufstieg in die Amateuroberliga Niedersachsen-West.
Nachdem die Mannschaft, die von den Einheimischen als Kivis bezeichnet wurde, als Dreizehnter nur knapp den Klassenerhalt sichern konnte, musste der Verein am 3. Juli 1950 Konkurs anmelden. Am 18. September 1950 wurde als Nachfolger der SSV Victoria Oldenburg gegründet, der in der Amateuroberliga weiterspielen durfte. Zunächst kämpfte man gegen den Abstieg, ehe im Jahre 1957 die Vizemeisterschaft hinter dem Lokalrivalen VfB gefeiert werden konnte. Die Mannschaft musste ein Entscheidungsspiel um die Teilnahme an der Aufstiegsrunde zur Oberliga Nord austragen. In Verden unterlag die Victoria gegen den VfB Peine mit 2:4.
Die Mannschaft fiel ins Mittelmaß zurück und musste im Jahre 1963 nach einer Entscheidungsspielniederlage gegen Kickers Emden in die Amateurliga 1 absteigen. Als Vizemeister qualifizierte sich 1964 die Victoria für die neu geschaffene Verbandsliga Nord. Drei Jahre später folgte der Abstieg in die Bezirksliga, ehe es 1978 in die Kreisliga hinabging. Am 22. April 1996 fusionierte die Victoria mit dem TV Glück-Auf 1894 Oldenburg und der Oldenburger Tennisinitiative zu GVO Oldenburg.

## Persönlichkeiten
- Erich Hänel